# だんぶり長者

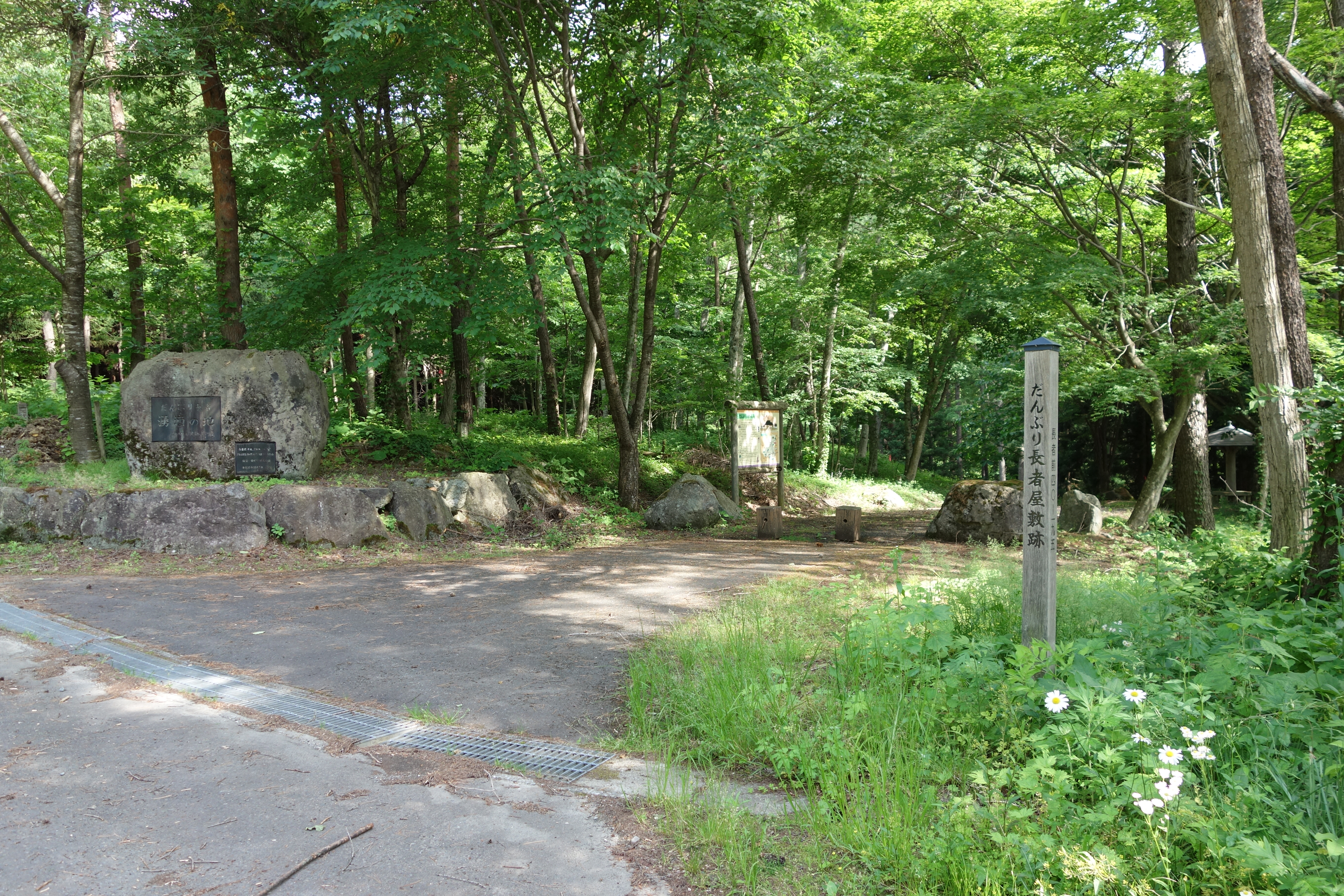
だんぶり長者の屋敷跡
この奥の小川から米代川が始まる。
また、この先に「だんぶり長者の泉」がある、しかし実際には上の方に本当の泉がありそこは地すべりでなくなったとも言われる

だんぶり長者（だんぶりちょうじゃ）は秋田県と岩手県にまたがる伝説である。主に、盛岡藩の鹿角郡の伝承であり、米代川の名前の由来や、大日霊貴神社の縁起を伝える本地物の一つである。

## 物語の要約
昔、出羽国の独鈷（とっこ）村（現在の秋田県大館市比内町独鈷）に気立ての良い娘がいた。
ある夜、娘の夢に老人が現れ「川上に行けば夫となる男に出合うだろう」と告げる。お告げ通り、娘は川上の小豆沢（現在の鹿角市八幡平小豆沢）で一人の男に出合い、夫婦となって貧しいながら仲睦まじく暮らした。ある年の正月、また老人が夢に現れ「もっと川上に住めば徳のある人になるだろう」と告げる。夫婦は川をさかのぼり現在の米代川の源流に近い田山村（現在の岩手県八幡平市田山）に移り住み、よく働いた。
ある日、夫が野良仕事に疲れうとうとしていると、一匹のだんぶり（とんぼ）が飛んできて、夫の口に尻尾で2・3度触れた。目を覚ました夫は、妻に「不思議なうまい酒を飲んだ」と話し、二人でだんぶりの後を追った。そして、先の岩陰に酒が湧く泉を発見する。酒は尽きることがなく、飲めばどんな病気も癒やされた。
夫婦はこの泉で金持ちとなり、多くの人が夫婦の家に集まってきた。人々が朝夕に研ぐ米の汁で川が白くなり、いつしか川は「米代川」と呼ばれるようになった。夫婦には秀子という一人娘がいた。優しく美しい乙女に成長し、やがて継体天皇に仕えて、吉祥姫と呼ばれた。夫婦も天皇から「長者」の称号を与えられ、「だんぶり長者」として人々に慕われた。
年月が過ぎ、夫婦がこの世を去ると、酒泉はただの泉になった。両親の死を悲しんだ吉祥姫は都から戻り小豆沢の地に大日霊貴神社を建てて供養した。この姫も世を去ると、村人達は姫を大日霊貴神社の近くに埋葬し、銀杏の木を植えた。これが、大日霊貴神社の境内にあった大銀杏と言われている。

## 地元の伝説と言い伝え
岩手県八幡平市字平又、長者前集落の北方に米代川の源があり、ここに長者屋敷があったとされる（北緯40度10分25.28秒 東経140度58分34.1秒 / 北緯40.1736889度 東経140.976139度）。長者は直人（なおと）と言われた。長者前集落には現在「長者」という屋号を持つ旧家もある。屋敷に大日神を祭り、秋田県鹿角市八幡平の人たちが石堂に納めている。祭日には八幡平の村人や平又、長者屋敷の集落の人たちが、煮しめや赤飯を供えて、酒盛りをする。
当時長者は1000人の使用人と住んでいた。屋敷前の小川で朝晩食べる米の研ぎ汁が川下7里に渡って白く流れたという。そのため、この川を「米白川」と呼んでいた。今の米代川はそれが転化したものと伝えられている。屋敷内には長者が所有していた漆万杯、黄金億億など数多くの財宝が、朝日と夕日が差す白萩の咲くところに埋まっていると伝えられている。大日神のお告げとか、霊夢のお告げとか、易者の占いなどと言って遠くは北海道や九州からも幾十人かの物好きが探したが、その幸運を掘り当てたと言う人の噂はまだ聞かない。
平又集落に泉山という旧家がある。現在の4代前の先祖が葦毛馬を飼っていた。ある年の夏、放牧していた馬が長者屋敷内に埋めている漆の入ったかめに足を入れ、右足に漆をつけていたのを集落の人が見つけた。人々はその場所を探したが、見つけることはできなかった。泉山家では木枕にこの漆を塗って保存していたという。泉山家には菊の紋がついた仏壇があり、現在も保存している。
正直な夫婦は泉を欲しい人に分けてやった。泉をもらい受けた者は、2度3度になるとその土地から取れる宝物を持参して交換するようになった。伊達郡の人からは黄金のふきめ、比内郡の人たちからは孔雀石、階上郡の人たちからは水漆、津軽郡の人たちからは真珠の珠など、東北各地からそれぞれ贈られるようになった。そして、夫婦はみるみるうちに裕福になり、贈られた宝物は土蔵を建てて入れた。土蔵は48に達し東北一の長者になった。
名久井郡からは角が一本生えた名馬が贈られた。この名馬は一夜のうちに沼の水を飲み干し、一日数百里を走るので龍馬と呼ばれていた。龍馬が住んでいた栗木田集落の上の森を龍ヶ森と言った。
長者の召使いのうちには、目、鼻、手長、足長の4人がおり、それぞれの名が示すとおりの神通力を持っていた。4人は沢山の手下を持ち、山根を招いたり、山や沢頭を切り開いて、田畑を造った。田山から瀬ノ沢を経て花輪に通じる通称花輪越や田山から兄川、畏部（ほろべ）を経て小豆沢を通り比内に通じる道路を切り開き、よく長者を助けた。人間以上に働くので、この4人と手下共を天狗と呼んでいた。天狗共は湯瀬温泉から八幡平（小豆沢）の間を渓谷（湯瀬渓谷）を切り開き橋を一夜にして架けた。これが有名な「天狗橋」と伝えられている。天狗共は天狗橋を架けると、秋田に通じる仙北道を拓くためにでかけた。天狗共は天狗橋を架けるのに時間がかかり、途中で夜が白々と明けはじめ、天狗共は帰ってきてしまい失敗した。この場所は夜明嶋と呼ばれるようになった。
長者は八戸に苗代を作り、これを仙北に水田を作って植えたとされる。また、各地から集まった稲を稲庭長根にハセバを作って乾燥させた。これが稲庭岳の名の始まりと伝えられている。
長者の死の後、供養のため田山に一時帰った吉祥姫の付き添いの粟生連（あわふしらじ）は病で土地の露と消え、不幸が続いた。亡骸を里外れの殿坂に葬り、庵を建てて弔った。その後、弘法大師（空海）が巡業の際にこの庵に泊まり、托鉢をしながら鉈造りの地蔵尊を安置して帰った。村人はこの庵を横堰の地蔵庵と言い、村人が亡くなるとここに葬るようになった。その後、1650年（慶安2年）3月17日に浄法寺福蔵寺の末寺として、曹洞宗の田谷山地蔵寺が建てられた。田谷とは百姓の監督のために、殿様が平時住んでいた所である。現在、地蔵寺には1358年（延文2年）5月25日の日付が記され、幕末に殿坂から地蔵寺に移されたと言われる「殿坂の碑」がある。

## 『地蔵寺開闢伝』
『地蔵寺開闢伝』は1803年（享和3年）4月24日に書かれた岩手県八幡平市沢口の曹洞宗寺院である地蔵寺の縁起であり、当時の住職である見桃侍鉄和尚によって書かれたものである。地蔵寺はだんぶり長者の屋敷跡に近く、当時の民衆に伝わる伝説も記録されていて、上記の現代の伝説の幾つかが記録されている。送られた物は伊達郡の人からは黄金のふきしめ百鎰、比内郡の人たちからは孔雀石、階上郡の人たちからは水漆万杯、津軽郡の人たちからは合浦の珠、名久井の里からは摺墨の名馬と言って角が一本生えている名馬に加えて、樺太からは韃靼の錦が送られて来たと書いている。米の研ぎ汁で川下が白く濁り、それが米代川の名の元になったことも書いている。4人の優れた能力を持つ召使いの話も書かれているが「天狗」とは記載されていない。
見桃侍鉄和尚は長者屋敷跡を訪ねて「これを見るに誠に思いがけず荒れ果てた有様だ。樹木も無く川岸が崩落して泉の跡すら見分けられない。地形もはなはだ狭く、豪邸があった故地とも思えない。寂寥な沢辺だけである」とし、だんぶり長者は山野を開拓したために長者と呼ばれたのではないかとし、娘の入内によって長者号を得たことも荒唐無稽だとして一蹴している。
この本の翻刻をした阿部幹男は、『だんぶり長者』はおそらく『法妙童子』や『まつら長者』（『竹生島之本地』）などの影響を受けて成立したものと考えらるとし、たとえば室町時代の小説集である『法妙童子』の冒頭部には「…ここに長者一人おはします、名をばたんひり長者と申ける」とあり「だんぶり長者」はこの長者名を引用したものと考えられるとしている。

## だんぶり長者埋蔵宝伝説
伝説の元になった長者は実在したという意見もあり、岩手県八幡平市田山には長者屋敷の礎石が残っていたという。この地方で多く産した漆や砂金を基に長者になったのだろうとする説もあり、砂金を取る際の粘土質の土が川を白く染めたのだろうとも言われている。
だんぶり長者が亡くなる前に、広大な屋敷あるいは近くのどこかに莫大な金銀財宝を埋めて今もあるという伝説がかなり根強く伝えられ残っている。
全部で12説ばかりあり、それを裏付けるように、一部の砂金または金の延板、黄金の瓶子のかけらを発見したという人もいる。明治から昭和初期にかけて、数百人の人々が来て掘って一攫千金を夢見たが、まだこれぞと思うのを掘り当てた者がいないと言う。高瀬博の『尾去沢鉱山伝説 だんぶり長者埋宝秘伝』では、それらの埋宝伝説が5つばかり記録されている。畠山清行の『埋蔵金物語』でもいくつかの埋宝伝説が語られている。
黄金の牛を埋めたと伝えられるのは根石地区で、牛が臥している形の黄金を埋めたので、根石と言われる。これと同じ形の石が今でも屋号で「長者」と言われる家の上方にある。黄金の人形は長者前集落の大日社の近くの天皇林の山頂に埋めたとされる。この他、黄金の財宝は天狗森、四角岳、稲庭岳、ホーラン平天台寺の土ふまずの丘、目名市、土沢地区内に埋められていたとされ、目名市の羽沢家、土沢の北口家は財宝守りではないかと言われている。瀬ノ沢集落の西側（東側？）の黄金沢にも埋められていて、黄金沢の入り口に集落の人が焼屋屋敷（やけやしき）と呼んでいた武家屋敷があったとされる。この家が代々財宝守りをしていたが、火災にあって家族もろとも焼死したと伝えられる。また、矢神岳の山頂付近に30aほどの平坦地がある。この土地を地元の人はジャト屋敷、ザト屋敷と呼んでいた。ここに住んでいた人が財宝守りではないかと言われている。屋敷の近くに大人7人ほどが上がれる大きな石があり、へび石と呼ばれ周囲の石と材料が異なるため、どこからか運ばれて来たとされ、財宝の目印ではないかと伝えられている。

## 奥浄瑠璃
「だんぶり長者」の物語は、奥羽地方の盲人たちによって語られてきた琵琶や三味線などを伴奏にする奥浄瑠璃などで、神仏・社寺の縁起を説いた本地物の一つとして、江戸時代に語られていた。現在3種の写本が知られている。「檀毘尼長者之本地」
、「鹿角郡田山村檀毘盧長者之本地」、「檀毘尼長者本地」が知られている。成田守の『奥浄瑠璃の研究』(1985年)では翻刻・解題あるいは諸本の比較検討が行われている。
「檀毘尼長者本地」(南部叢書)の解題で金田一京助は「表題の檀毘尼あるいは壇毘尼は、古書に『だんぶり』を往々として『だんびる』とあるからこれもそうよむのであろうが、尼を『ら・り・る』に読むことは難しい。筆録者の誤りであったか、それとも転写の誤りで、あるいは盧であるまいか。毘盧遮那などの毘盧をもって、だんぴるに当てたのが、盧の略体から偶然尼に転写されてきたものか」としている。
元来この伝説は、地元に伝わる素朴な昔話と中世独特の本地垂迹説を受けた神社縁起と物語（古浄瑠璃）とを習合してできた奥浄瑠璃「檀毘盧長者之本地」があって、この地方を漂泊した下級宗教人（山伏、修行僧）や座頭たちによって語られたため、巷間に伝わったものと考えられる。後世地元では度重なる火災で古記録を焼失してしまった為、南部藩に提出する公式記録等もこのフィクションに依らざるを得なかったものと考える。
菅江真澄は「けふのせばのの」で1785年（天明5年）の条で、小豆沢の大日堂の建立由来譚や、奥浄瑠璃の檀毘盧長者之本地譚に近い話を記録している。また『奥々風土記』や『鹿角由来記』にもこれに類する話が記載されている。昔話・伝説の檀毘盧長者之本地譚は秋田県鹿角市に2例、能代市二ツ井町に1例、男鹿市羽立に1例、岩手県安代町に1例、山口県佐波郡に1例確認されている。山口県の昔話は『泉長者』と言われている。

## 天台寺との関連
だんぶり長者伝説の中には、平安時代にこの地区の宗教的中心であった二戸市浄法寺町の天台寺との関連も伝えられている。裕福になった夫婦には子供がいないという悩みがあり、そのため稲庭岳を越えて（稲庭岳には田山方面からの登山道も昔あったとされる）天台寺の桂泉観世音に21日間通い続け、満願の日の夜に、観音のお告げがあり、姫を授かった。夫婦は桂泉の申し子であるというので、姫を桂姫と名付け、天台寺に鰐口を奉納したという伝説も残されている。天台寺がある浄法寺と田山は深い関係があり、天台寺の山膳や五器等の生産地にはだんぶり長者がいた田山が含まれている。物語では、だんぶり長者は元々京都生まれだが、訳あって若い頃に長牛（ながうし）に住んでいた。小豆沢の酒が好きな老人の養子になり、芝刈りなどで働き、その代金で酒を買い老人に呑ませていたという。姫の死後、勅令により姫と長者の霊を弔うため、大日社が小豆沢と長牛、独鈷にそれぞれ建てられたという。
大日社は天台寺の宗派である天台宗との関連が大きい。三湖伝説の一部の縁起物では、八郎太郎の先祖が大館市独鈷や小豆沢の大日堂の別当であったとするものがある。十和田信仰の宗派は天台宗系の熊野権現である。
だんぶり長者伝説の米代川の白い濁りは、915年の十和田火山の大噴火が原因であるとされている。また天台寺も915年の十和田火山の大噴火によって成立した可能性が語られている。

## だんぶり長者を扱った書籍
- 八幡峡花『だんぶり長者』だんぶり社、1940年。NDLJP:1462943。
- 『鹿角郡根元記（秋田叢書. 第3巻収録）』、秋田叢書刊行会、昭和3年
- 『鹿角郡根元記（秋田のむかし. 巻2収録）』、石川理紀之助編、明31年
- 『奥々風土記（南部叢書. 第1冊収録）』、太田孝太郎等校、昭和2年 - p.225 には毛馬内の胎蔵界大日堂が比内町独鈷の代わりの、だんぶり長者に縁がある大日堂だとしている

- 『だんぶり長者の遺産：北東北の古代伝承を追って』、加藤美南子、2014年 - だんぶり長者のゆかりの地をめぐり、伝説と歴史書の記述を比較しだんぶり長者の実像に迫る。だんぶり長者の娘の吉祥姫は、継体天皇の妃の広媛。そして、だんぶり長者は広媛の父とされる根王（だんぶり長者の屋敷とされる場所の西に根石川があることから関連を推測）とし、五の宮皇子は菟皇子と推定して伝説の内容を推理している。

## 類似伝説
- 秋田県山本郡三種町森岳泉八日 酒の泉神社 - 昔、泉八田に貧乏な男がいた。働き者で近所付き合いがよく、ほめない者はいなかった。ところがある日、日の高いうちに酒に酔って家に帰ってしまう。こうしたことが何日も続くので、田畑があれてしまう。妻が夫の後をついていくと、太い杉の根本に酒の泉が湧いているのを見つけた。妻はこの酒がある限り夫は怠け者でいるのだと考え、赤子のおむつを持ってきて泉につける。そして泉をただの水に変えてくれるように神に祈る。八日目に泉が清水になった。現在、村の中ほどに神社がある[17]。

- 秋田県横手市大沢 旭岡山神社 長者伝説 - 天狗館の麓に酒の泉があった。その天狗館は今の廻館という集落で、旭岡の昔の社地の峰のうら山である。平泉の泉酒という地があってそこも泉酒の跡である。また、伊勢国の桑名の近郷の九足八島あたりにも竹の根から酒が湧き出るというので人が集まったことがあった。その他、養老の滝の物語や雄醜骨山（東鳥海山）の麓の杉の根から文化年中に酒が湧き出したが、東鳥海の別当が奇怪が広がることを危惧して秘めていたので近隣の人も知らなかった例も記録している[18]。

- 山口県佐渡郡 泉長者 - 基本的な話の流れは「だんぶり長者」と同じだが、夫婦の名は太郎とハナ、子供を授かる神は小鯖（山口県山口市上小鯖530）の洞海寺の如来、子供の名は「ゆり」、天皇の名は明らかにされておらず、大日堂を建てた場所は堀（佐波郡徳地町大字堀→山口市徳地堀）とされ、娘は幸せな一生を送ったとされる[19]。